# Aéroport international d'Hellinikon
L'aéroport international d'Hellinikon (en grec : Διεθνής Αερολιμένας Ελληνικού) était l'aéroport international qui desservait la ville d'Athènes. Dans le cadre des séries de projet d'aménagement de la ville d'Athènes en vue d'accueillir les Jeux olympiques d'Athènes en 2004, il est remplacé depuis le 28 mars 2001 par celui d'Elefthérios-Venizélos. Il a été nommé du nom du village d’Ellinikó, aujourd'hui banlieue de la capitale grecque.

## Situation
L'aéroport était situé à sept kilomètres au sud d'Athènes, et à l'est de Glyfáda.

## Histoire
Il a ouvert en 1938 et a, au départ, servi de base aérienne jusqu'à la fin de la guerre froide.
En avril 2014, l'ancien aéroport est vendu par l'État à la société grecque Lamda Development pour une somme de 915 millions d'euros. Elle compte y implanter un ensemble de résidences et parcs d'activités. En grande partie laissé à l'abandon, il abrite toujours le siège du Service météorologique national hellénique.
En 2024, la série télévisée Kaboul a été tournée sur le site de l'aéroport désaffecté.

## Accidents
- 8 décembre 1969 : le vol Olympic Airways 954, un Douglas DC-6 immatriculé SX-DAE, s'est écrasé sur le mont Parnès en approche de l'aéroport. Tous les 90 passagers et membres d'équipage ont été tués dans la pire catastrophe aérienne impliquant un DC-6[2] ;
- 21 octobre 1972 : un NAMC YS-11A-500 d'Olympic Airways, immatriculé SX-BBQ et assurant le vol intérieur régulier Corfou–Athènes, s'est écrasé dans le golfe Saronique à l'approche de l'aéroport, à cause d'une mauvaise visibilité. Il y avait 57 personnes à bord, dont 37 ont perdu la vie dans le crash[3] ;
- 23 janvier 1973 : un hydravion Piaggio P136 s'écrase après son décollage, il partait pour l'île d'Égine. À son bord se trouvaient le pilote, le copilote, et un passager, Alexandre Onassis. Seul le passager est mort dans l'accident.
- 8 octobre 1979 : le DC-8-62 HB-IDE de la Swissair, en provenance de Genève à destination de Shanghai se pose sur la piste 15L. Le train d'atterrissage touche le bitume à 740 mètres du seuil de la piste avec une vitesse de 146 nœuds. Alors qu'il reste encore 2 240 mètres de piste, les pilotes ne peuvent freiner l'avion et celui-ci s'écrase en bout de piste, provoquant la mort de quatorze passagers. Jacques Washer, antiquaire de profession et fils du joueur de tennis belge Jean Washer, périt dans cet accident[4] ;
- 24 mars 1992 : un Boeing 707-320C soudanais de la Golden Star Air Cargo, numéro de queue ST-ALX, qui opérait un service cargo Amsterdam–Athènes, a frappé le Mont Hymette, à 5,5 kilomètres au sud-est de l'aéroport, lors d'une approche visuelle. Les sept occupants de l'appareil sont tués[5].

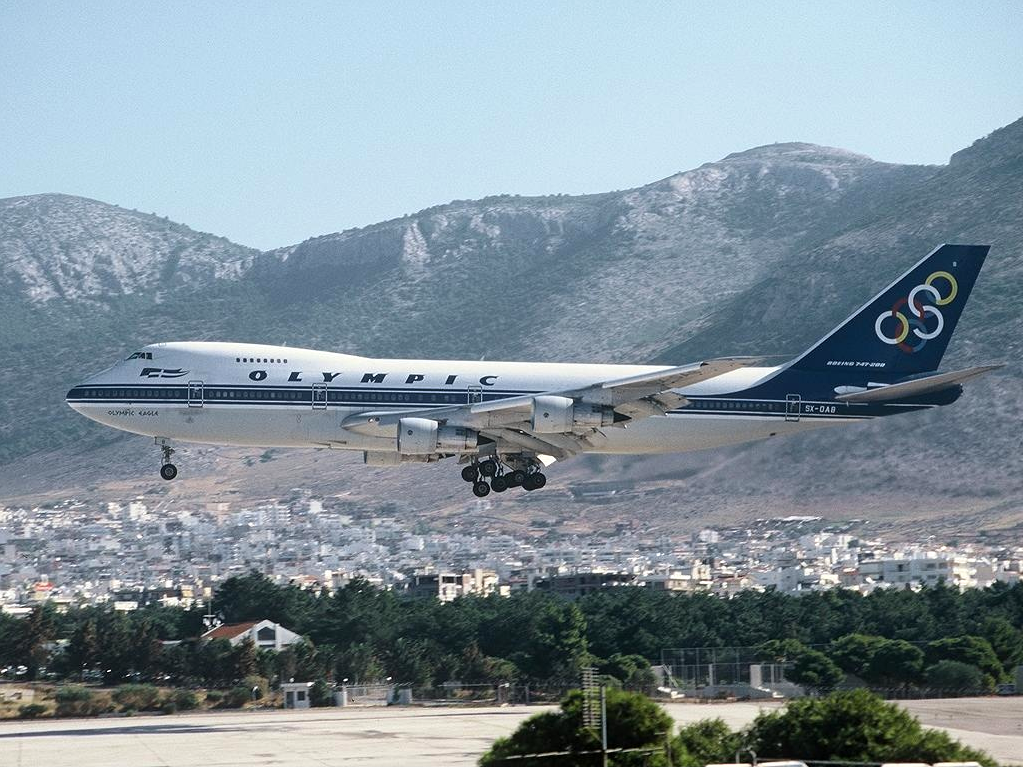
Boeing 747-200B d'Olympic Airways à l'approche finale d'Hellinikon, le 19 octobre 1996.
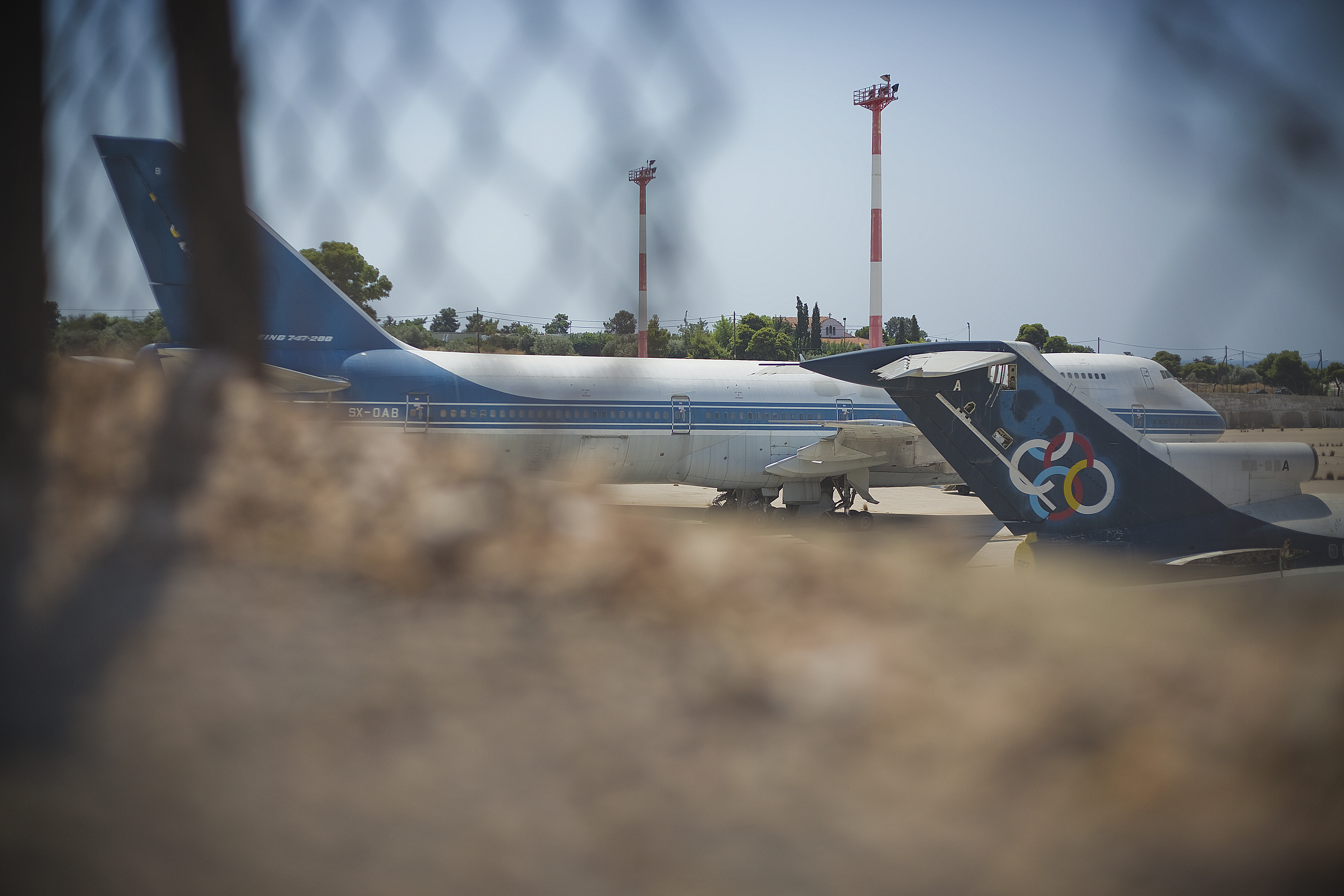
Boeing 747-200 d'Olympic Airways à l'abandon à l'aéroport international d'Hellinikon le 20 août 2014.